# استان پاریناکوچاس
استان پاریناکوچاس (به اسپانیایی: Provincia de Parinacochas) یک استان در پرو است که در منطقه آیاکوچو واقع شده‌است. استان پاریناکوچاس ۵٬۹۶۸٫۳۲ کیلومتر مربع مساحت و ۲۴٬۰۲۸ نفر جمعیت دارد.